# Lokmane Zakaria Sabour
Lokmane Zakaria Sabour (en arabe : لقمان زكرياء صبور), né le 30 juin 1988 à Ksar El Boukhari, est un trampoliniste algérien.

## Carrière
Lokmane Zakaria Sabour est médaillé d'or en trampoline individuel junior aux Championnats d'Afrique 2002 à Alger.
Aux Championnats d'Afrique 2004 à Thiès, il remporte la médaille d'or en trampoline par équipe et la médaille de bronze en trampoline individuel.
Aux Championnats d'Afrique 2008 à Walvis Bay, il remporte la médaille d'argent en trampoline individuel, la médaille d'or en trampoline synchronisé avec Ali Djaber Brahimi ainsi que la médaille d'or par équipes.